# Football Club Istres Ouest Provence
Il Football Club Istres Ouest Provence, noto come Istres Ouest Provence o semplicemente Istres, è una società calcistica francese della città di Istres, nella Provenza-Alpi-Costa Azzurra. Milita nella Championnat National 2, la quarta serie di calcio francese.
Le vittorie del club consistono in 4 Coppe di Provenza (1933, 1982, 1987 e 1989) e 2 DH Méditerranée (1982 e 1990).

## Storia
La squadra fu fondata nel 1920 da Édouard Guizonnier come Istréenne SS. Nel 1969, la SS Istréenne si unì al più generale club sportivo Istres Sport, che scelse di mantenere il distintivo dell'Istréenne con i colori porpora e nero.
Nel 1977 fecero capolino al club il giovane imprenditore Michel Aviet, presidente del club, e l'ex-jugoslavo portiere Georges Korac manager della compagine. Durante gli anni di Aviet e Korac, il club avanzò dalle basse divisioni regionali francesi fino a raggiungere la Ligue 2.
Nel 2004, il club raggiunse la Ligue 1 ma la stagione successiva si classificò all'ultima posizione, ritornando di conseguenza in Ligue 2 l'anno successivo.

## Rose delle stagioni precedenti
- 2011-2012
- 2012-2013

## Rosa attuale
Aggiornata al 30 giugno 2024
| N. |                           | Ruolo | Calciatore           |
| -- | ------------------------- | ----- | -------------------- |
| 1  | Francia (bandiera)        | P     | Luca Veronese        |
| 2  | Francia (bandiera)        | C     | Jordan Massengo      |
| 4  | Francia (bandiera)        | D     | Fabien Barrillon     |
| 6  | Guinea (bandiera)         | D     | Éric Chelle          |
| 7  | Algeria (bandiera)        | A     | Sid Ali Yahia-Chérif |
| 8  | Senegal (bandiera)        | C     | Ibrahima Ba          |
| 9  | Francia (bandiera)        | A     | Khalid Boutaïb       |
| 10 | Marocco (bandiera)        | C     | Driss Fettouhi       |
| 11 | Francia (bandiera)        | C     | Fouad Chafik         |
| 12 | Francia (bandiera)        | A     | Nicolas De Preville  |
| 14 | Francia (bandiera)        | C     | Anthony Belmonte     |
| 15 | Costa d'Avorio (bandiera) | A     | Nassa Niangbo        |
| 16 | Francia (bandiera)        | P     | Clément Daoudou      |
| 17 | Algeria (bandiera)        | A     | Nassim Akrour        |

| N. |                      | Ruolo | Calciatore         |
| -- | -------------------- | ----- | ------------------ |
| 18 | Francia (bandiera)   | C     | Maxime Tarasconi   |
| 19 | Tunisia (bandiera)   | C     | Khaled Melliti     |
| 20 | Mauritius (bandiera) | C     | Kévin Bru          |
| 21 | Francia (bandiera)   | D     | Alain Cantareil    |
| 22 | Francia (bandiera)   | C     | Florian Tardieu    |
| 23 | Marocco (bandiera)   | A     | Oualid El Hamdaoui |
| 24 | Francia (bandiera)   | D     | Damien Moulin      |
| 25 | Francia (bandiera)   | A     | Ludovic Genest     |
| 26 | Francia (bandiera)   | D     | Naguib Chakouri    |
| 27 | Algeria (bandiera)   | C     | Farid Boulaya      |
| 28 | Francia (bandiera)   | D     | Joris Sainati      |
| 29 | Francia (bandiera)   | C     | Tommy Untereiner   |
| 30 | Slovenia (bandiera)  | P     | Denis Petrić       |
|    | Francia (bandiera)   | D     | Mapou Yanga-Mbiwa  |

## Palmarès

### Competizioni nazionali
- Championnat National: 1

2008-2009
- Championnat National 3: 1

2023-2024 (gruppo A)

### Competizioni regionali
- Coppa della Provenza: 4

1932-1933, 1981-1982, 1986-1987, 1988-1989

### Altri piazzamenti
- Campionato francese di seconda divisione:

Terzo posto: 1991-1992 (girone B), 2003-2004
- Championnat National:

Terzo posto: 2000-2001